# Зорич, Зинаида Николаевна
Зинаида Николаевна Зорич (2 [14] апреля 1892, Новозыбков — 5 октября 1971, Москва) — русская советская актриса, Народная артистка РСФСР (1959).

## Биография
Дебютировала на сцене петербургского театра Народного дома попечительства трезвости в 1912 году. С 1914 года играла в Казанском театре, в Самаре, Саратове, Киеве, Одессе, Нижнем Новгороде, Ростове-на-Дону и других городах.
С 1944 года актриса Московского драматического театра
В Ростове-на-Дону существует легенда, будто архитектор Леонид Эберг, спроектировавший и построивший там знаменитый Дом актёра, был влюблен в актрису ростовского театра им. Горького Зинаиду Зорич. Потому дом спроектирован так, что с высоты птичьего полета выглядит, как буква «З», увековечивая инициалы имени возлюбленной.
С 1944 года актриса Московского театра на Малой Бронной. Вела режиссёрскую и педагогическую деятельность.
Скончалась в Москве 5 октября 1971 года. Похоронена на новом Донском кладбище.

## Роли в театре
- «Бешеные деньги» А. Н. Островского — Лидия Чебоксарова[1]
- «Принцесса Грёза» Э. Ростана — Мелисандра